# Protogenia (hija de Calidón)
En la mitología griega Protogenia (Πρωτογένεια) era hija del rey epónimo Calidón y de Eolia, y además hermana de Epicasta. Por Ares fue la madre de Óxilo de Etolia. Acaso se trate del mismo personaje que Deidamía, citada en el Catálogo de mujeres; en una disertación bastante lacunosa acerca de la descendencia de Agénor. Deidamía también tuvo unión con Ares y desciende del Agénor antes citado (siendo su hija o nieta, pero el texto está demasiado mutilado).